# 구불정맥굴
구불정맥굴(sigmoid sinus, pars sigmoid), 또는 S자정맥동은 뒤쪽의 정맥굴에서 혈액을 받는 머리뼈 안의 정맥굴이다.

## 구조
구불정맥굴은 경막 안에 위치한 정맥굴로, 머리뼈안의 뒤쪽 벽을 따라 주행하는 가로정맥굴로부터 혈액을 받는다. 이후 마루뼈, 관자뼈, 뒤통수뼈를 따라 아래쪽으로 이동하고, 아래바위정맥굴과 만나 속목정맥을 형성한다.:795–6
각 구불정맥굴은 관자뼈 아래에서 시작하여 목정맥구멍으로 이어지는 구불구불한 경로를 따라 주행하며, 목정맥구멍에서 구불정맥굴은 속목정맥으로 계속 이어진다.

## 기능
구불정맥굴은 두개골의 뒤쪽 측면에서 혈액을 받는 가로정맥굴에서 혈액을 받는다. 그 과정에서 구불정맥굴은 대뇌정맥, 소뇌정맥, 판사이정맥, 이끌정맥에서도 혈액을 받는다.:795

## 같이 보기
- 정맥굴